# Rudolph Arnold Maas Geesteranus
Rudolph Arnold Maas Geesteranus (ur. 20 stycznia 1911 w Hadze, zm. 18 maja 2003 w Oegstgeest) – holenderski mykolog.

## Życiorys
Urodził się w Hadze w Holandii. Do 1929 roku wraz z rodziną mieszkał w Indiach Wschodnich. Rudolph wrócił do Hagi i w 1931 roku wstąpił na Uniwersytet w Lejdzie. Od 1937 r. był wolontariuszem zielnika w Hadze, w 1939 r. został powołany na stanowisko asystenta, a w 1946 r. został kustoszem zbiorów mykologicznych i lichenologicznych.
W 1947 r. obronił pracę doktorską na Uniwersytecie w Lejdzie pracą o porostach z rodziny tarczownicowatych (Parmeliaceae) w Holandii.  W latach 1949–1950 samotnie podróżował po Kenii, zbierając porosty i rośliny kwiatowe. W 1964 roku wraz z Cornelisem Basem wyjechał do północnych Indii. Po powrocie do 1976 roku pracował w Leiden Royal Herbarium.

## Praca naukowa
Od 1955 r. zajmuje się badaniem grzybów hydnoidalnych. W 1959 roku wspólnie z Marinusem Antonem Donkiem, przy wsparciu profesora Hermanna Johannesa Lama, założyli czasopismo mykologiczne Persoonia. W czasopiśmie tym Geesteranus opublikował wiele prac na temat różnych grup workowców (Ascomycota), a także grzybów z rodzaju Mycena. W 1992 roku opublikował ostatnią z dwóch tomów monografię tego rodzaju na półkuli północnej, w 1997 – monografię dla terytorium brazylijskiego stanu Parana.
Opisał nowe gatunki grzybów. W naukowych nazwach utworzonych przez niego taksonów dodawany jest skrót jego nazwiska Maas Geest.